# Покровська церква (Зарічний Репець)
Покровська церква (Зарічний Репець)  — унікальна сакральна споруда доби російського бароко в провінції. Розташована у сільці Зарічний Репець Камишевської сільради Задонського району Липецької області.

## Опис храму

Покровська церква 1769 р., фіксаційний план за обмірами Г. Гунькіна.

Церква Спасо-Віфанського монастиря біля Троїце-Сергієвої лаври, кольорова літографія 1874 р.

За припущеннями, Покровська церква вибудована в два етапи. Первісно вибудували велетенський квадрат, на який сперлась восьмикутна вежа-ротонда з куполом. Останній вінчав невеликий ліхтарик з хрестом. Ніби типова схема «восьмерик на четверику».
На другому етапи прибудували два прямокутні об'єми, поєднані з центральним заокругленими мурами. Це надало споруді видовженості у напрямку схід-захід. Загальна довжина церкви — більше сорока двох метрів.
Відтепер починаються незвичності і оригінальні риси споруди. Важкувата за силуетом і монументальна провінційна церква не може бути пов'язана із творчістю Вартоломея Растреллі. Він працював з досить простими архітектурними об'ємами, рясно декорованими колонами, і не вигинав різноманітно стін. Декор фасадів Покровської церкви лише нагадує декор пишних споруд Растреллі, але динамічна постанова цих колон, курватури стін, скульптури на фасадах провінційної церкви — непетербурзькі за джерелами, хоча саме Петербург був визнаним і єдиним центром російського бароко.
В пишному декорі Покровської церкви, здатного викликати і здивування, і захоплення — нічого тотожного із декору рококо того ж Антоніо Рінальді, оскільки декор повінційної церкви має столичний і вишуканий характер. Можливо, замовник або його помічники кристувались черговим архітектурним альбомом-увражем, звідки запозичили і незвичний план церкви, і її столичний і вишуканий декор.
Неможливо пов'язати споруду і з творами будь-якого іншого російського архітектора тої доби. Репецький храм залишається загадкою.
Колони прикрашають бічні фасади вежі-ротонди на обох ярусах. Другий ярус восьмикутної гранчастої ротонди має лише чотири вікна для освітлення інтер'єру. Чотири інші мури чергуються з вікнами, але самі вікон не мають і прикрашені колонами. Унікальний характер мав ліплений декор над вікнами, над нішами зі скульптурами.
Абсолютно оригінальні оздоби мав іконостас, створений з ліплених картин пагорба зі стовбурами дерев. Повного зображення ліпленої композиції інтер'єру Покровської церкви — не збережено. Лише за аналогами можна вказати на подібну композицію вівтаря в Спасо-Віфанському монастирі, розташованого колись неподалік Троїце-Сергієвої лаври і теж поруйнованому (композиція пагорба з рослинами, сходами і капличкою відома за кольоровою літографією 1874 року).
1942 року храм втратив купол і архітектурний ліхтарик. Згодом також — і всі дахи. Ніяк не використовується і стоїть пусткою. Стан пам'ятки архітектури — аварійний.

## Історичні відомості
Замовник садибного храму — Кожин Йосіп Іванович (1714–1779), володар села і капітан-поручик у відставці елітного лейб-гвардії Семеновського полку. Не збережені точні відомості щодо будівництва храму. Тому дату побудови церкви називають то 1750, то 1767, то 1769 рр.
Окрім репецької садиби Кожин володів декількома маєтками на річці Волга. Серед них і село Кривець біля містечка Мишкін. Капітан-поручик бул також замовником вибудованого там 1756 року незвичного храму, вже поруйнованого. Знищена Троицька церква, що мала досить аскетичні фасади, дивувала і запам'яталась розкішним і пишним дерев'яним декором в стилі бароко. Відомі свідчення тих, хто бачив її інтер'єри у всій красі. Вони описують ефектну, майже театральну декорацію з кількома круглими скульптурами в храмі і на іконостасі, котрі повернули світські замовники в православні храми в 18 ст. Всі твори і декор були виконані на фаховому і мистецькі вартісному рівні, за припущеннями — не місцевими майстрами. Можливо, саме іноземці працювали і в Зарічному Репці в декоруванні Покровського храму. Фактична наявність в садибному будівництві Російської імперії такого неординарного замовника спонукає до пильного розгляду життя і праці Й. І. Кожина як представника доби російського бароко.
Первісні відомості про Й. І. Кожина (1714–1779) невтішні і малюють його самовпевненим і жорстоким психопатом, яких чимало знало російське 18 століття. Але ігнорувати його внесок в російську архітектуру 18 ст. не слід.